# Megathous fiorii
Megathous fiorii là một loài bọ cánh cứng trong họ Elateridae. Loài này được Platia & Marini miêu tả khoa học năm 1990.